# Боревич, Пётр Михайлович
Пётр Михайлович Боревич (1890—1921) — российский революционер и военачальник польского происхождения, участник гражданской войны.

## Биография
Из крестьян. В 1915 году окончил школу прапорщиков. Участник I мировой войны, штабс-капитан.
В 1917 году командир батальона и член полкового комитета в Белгородском польском революционном полку, вступил в РСДРП меньшевиков-интернационалистов, с 1918 года — большевик. В ноябре 1917 г. участвовал в разгроме корниловцев под Белгородом. В 1918 г. формировал части Красной армии в Москве, командовал 2-м Московским советским полком в районе Курска, председатель революционного трибунала Пензенской группы войск. С лета 1918 года командир польского кавалерийского дивизиона «Победа», организатор интернациональных частей.
Участвовал в боях за Симбирск, Самару, Бугуруслан.
Весной 1921 года назначен начальником войск ВЧК Западной границы, вёл борьбу с бандитизмом. 29 августа 1921 года в районе деревне Сарья погиб от рук бандита (РГВА. Ф. 33988.Оп. 2. Д. 368. Л. 126).
Похоронен в парке «Лопатинский сад» в г. Смоленске.

## Память
В Сарье в честь Боревича установлена мемориальная доска